# Марков, Александр Александрович (математик)
Александр Александрович Марков (24 марта 1937, Горький — 23 октября 1994, Нижний Новгород) — советский, российский математик; доктор физико-математических наук, профессор; специалист в области теории кодирования, автор теории алфавитного кодирования, учитывающей структурные модели языков сообщений.

## Биография
В 1959 году окончил физико-математический факультет Горьковского университета, в 1962-м — аспирантуру. Работал в Горьковском институте физико-технических исследований, с 1965 года — в НИИ прикладной математики и кибернетики (старший научный сотрудник, с 1982 — заведующий отделом дискретной математики, с 1989 года — главный научный сотрудник). Одновременно преподавал в университете, профессор кафедры геометрии и высшей алгебры механико-математического факультета.
Похоронен на Бугровском кладбище Нижнего Новгорода (10 участок).

### Семья
Родители — Александр Николаевич Марков и Варвара Алексеевна Гусева, преподаватели Горьковского университета.

## Научная деятельность
Основные направления исследований — теория кодирования, а также смежные области дискретной математики и алгебры: теория полугрупп, теория конечных автоматов, комбинаторика, теория графов, дискретная оптимизация (конечная определённость полугрупп, уравнения в словах, словарные раскраски графов, схемная сложность дискретной оптимизации).
Создал научный центр в области дискретной математики, организовал издание в Нижнем Новгороде сборника «Комбинаторно-алгебраические методы в прикладной математике» и был его ответственным редактором. Член редколлегии журнала «Дискретная математика».
Читал курс «Дискретная математика» на факультете вычислительной математики и кибернетики университета и для математиков-теоретиков, двухгодичный курс «Математические основы обработки информации» на историческом факультете. Результаты его исследований по алфавитному кодированию входят в программы курсов по дискретной математике многих ВУЗов России.
В 1963 году защитил кандидатскую, в 1984 — докторскую диссертацию. Подготовил 9 кандидатов наук.

### Избранные труды
- Марков А. А. Введение в теорию кодирования : Учеб. пособие для студентов, обучающихся по спец. «Прикл. математика». — М.: Наука, 1982. — 192 с.
- Марков А. А. Вопросы взаимной однозначности и сложности в алфавитном кодировании : Автореф. дис. … д-ра физ.-мат. наук. — М., 1983. — 17 с.
- Марков А. А. Кодирование алфавитное // Математическая энциклопедия. — М.: Советская энциклопедия, 1979. — Т. 2. — С. 935—937.
- Марков А. А. Некоторые вопросы теории кодирования : Автореф. дис. … канд. физ.-мат. наук. — Горький, 1963. — 3 с.
- Марков А. А. Об алфавитном кодировании // Докл. АН СССР. — 1960. — 132. — № 3.
- Марков А. А. Сборник задач по теории кодирования. [Учеб. пособие]. — Горький: ГГУ, 1986. — 80 с.